# Gifford, Illinois
Gifford är en ort i Champaign County i delstaten Illinois, USA.